# MLST8
MLST8‏ (MTOR associated protein, LST8 homolog) هوَ بروتين يُشَفر بواسطة جين MLST8 في الإنسان.